# Cantacuzini
La famiglia dei Cantacuzini (Greco: Καντακουζηνών) è una famiglia fanariota, presumibilmente discendente della famiglia bizantina dei Cantacuzeni, affermatasi a Costantinopoli nel XVI secolo e poi stanziatasi nei Principati danubiani, ove entrò nel novero dei boiari locali, durante il XVII secolo.

## Storia

### Le origini bizantine

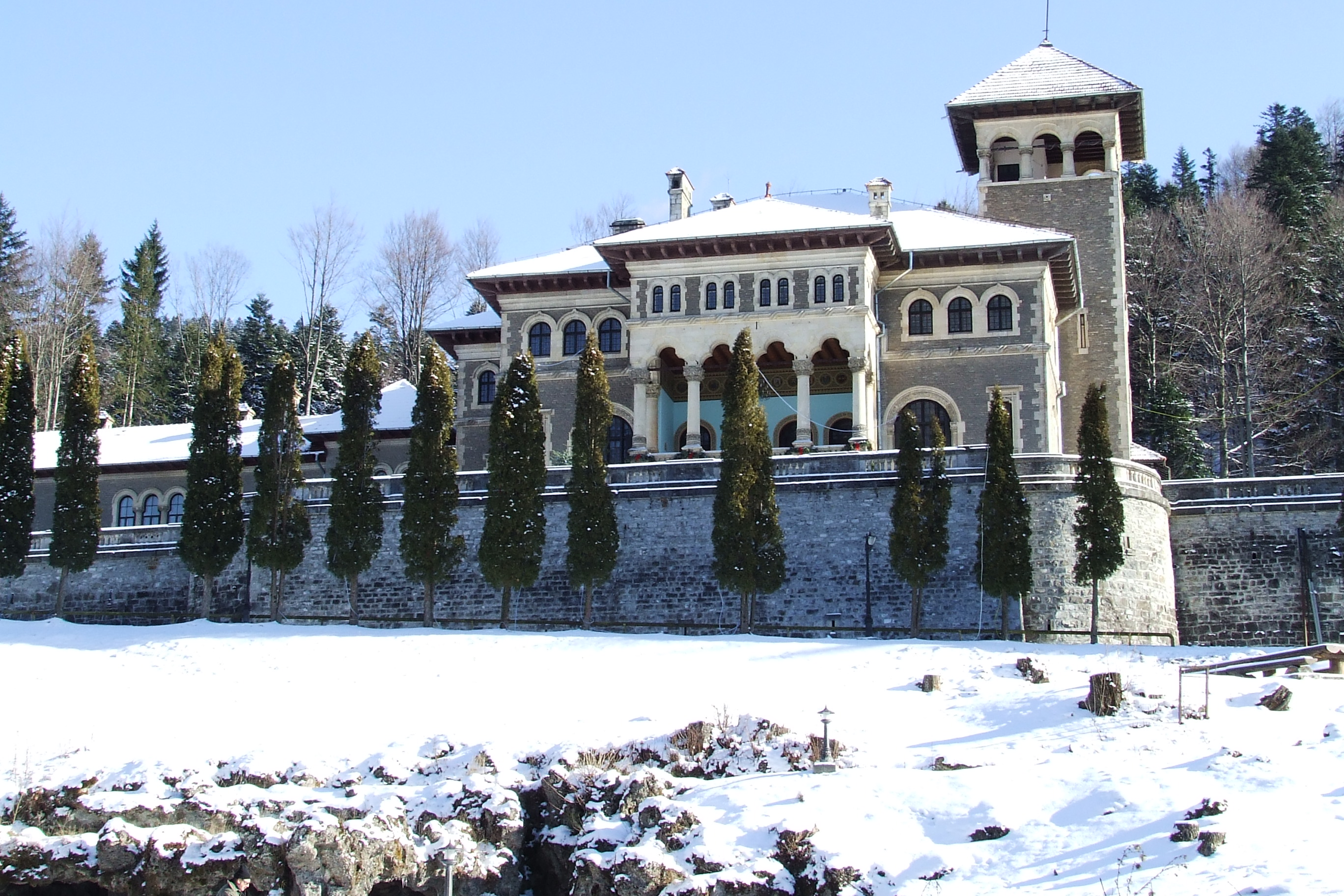
Castello dei Cantacuzini in Romania, a Bușteni

I Cantacuzini accampano una diretta discendenza dai Cantacuzeni, stirpe aristocratica che diede all'Impero bizantino il basileus Giovanni VI Cantacuzeno ed alcuni despoti di Morea.
Anello di congiunzione tra i Cantacuzeni ed i Cantacuzini sarebbe Demetrio Cantacuzino Seitan (...-1536), in quanto possibile discendente diretto del despota di Morea Matteo Cantacuzeno (1325-1390), morto a Pisa. Suo figlio Michele Cantacuzino Şeytanoğlu (il "Figlio di Satana" in lingua turca) venne invece giustiziato a Costantinopoli nel 1578.

### L'ascesa e i rapporti con la Sublime Porta
Il figlio di Michele, Andronico Cantacuzino (1553-1601), riparato a Candia alla morte del padre, tornò a Costantinopoli nel 1590. Fu Andronico, capace diplomatico ed oculato banchiere, a far entrare i Cantacuzini nel novero dei Fanarioti. Prestando denaro e garantendo appoggio a diversi voivoda Principi di Valacchia e Moldavia (Ștefan I Surdul e Aron Tiranul), Andronico guadagnò enorme peso politico presso la Sublime porta. Nel 1595 Andronico risolse di appoggiare il voivoda Michele il Coraggioso di Valacchia nella sua rivolta contro i Turchi, nel generale contesto della Lunga Guerra (1595-1604) che riaccese in conflitto ottomano-asburgico. Nominato Gran Tesoriere di Valacchia nel 1598, Andronico si schierò apertamente al fianco di Michele il Coraggioso e si portò nei Principati danubiani con i figli. Catturato dagli uomini del sultano nel 1601, Andronico sopravvisse di pochi mesi al suo voivoda, venendo giustiziato in autunno.
Gli eredi maschi di Andronico si recarono nei Principati danubiani, ove risolsero di integrarsi tra i ranghi dei locali boiari.

## Principi della dinastia Cantacuzini
Lista dei Cantacuzini ascesi al trono di Valacchia e di Moldavia
| Voivoda di Valacchia |           |
| -------------------- | --------- |
| Șerban Cantacuzino   | 1678-1688 |
| Ștefan Cantacuzino   | 1714-1715 |

| Voivoda di Moldavia    |                  |
| ---------------------- | ---------------- |
| Dumitrascu Cantacuzino | 1673 e 1674-1675 |

### Fonti
- Sfranze, Giorgio, Cronaca, 1477, Corfù.

### Studi
- Cantacuzène, Jean Michel (1992), Mille ans dans les Balkans, Éditions Christian, ISBN 2-86496-054-0.
- Giurescu, Constantin C. (1976) [e] Dinu C., Istoria Romanilor: volume II (1352-1606), Bucarest.
- Giurescu, Dinu C. (1998) [e] Stephen Fischer-Galaţi, Romania, East European Monographs.
- Sugar, Peter F. (1994), Peter Hanak, Tibor Frank, A History of Hungary, Indiana University Press, ISBN 0-253-20867-X.
- Treptow, Kurt W. (1996) [e] Marcel D. Popa, Historical Dictionary of Romania, Scarecrow Press, ISBN 0-8108-3179-1.